# Marder III
El Marder III fue un cazacarros alemán basado en el chasis del Panzer 38(t). Estuvieron en producción desde 1942 hasta 1944 y sirvieron en todos los frentes hasta el final de la Segunda Guerra Mundial.

## Historia
En las primeras fases de la Operación Barbarroja, la Wehrmacht sintió la necesidad de una solución anticarro más móvil y poderosa que la artillería remolcada existente o los cazacarros como el Panzerjäger I. Esta necesidad llegó a ser una urgencia a finales de 1941, con la aparición de los nuevos tanques soviéticos como el T-34 y el KV.
Como una solución provisional, se decidió utilizar tanto los tanques obsoletos como el Panzer II y los vehículos capturados como el 38t como base para cazacarros improvisados. El resultado fue la serie Marder, que estaba armada con un cañón PaK 40 de 75 mm o un cañón ruso F-22 modelo 1936 de 76,2 mm, que habían sido capturados en grandes cantidades.

## Desarrollo

### Sd.Kfz. 139 Marder III
Mientras que el Panzer 38(t) ya estaba obsoleto como tanque a principios de 1942, aún era una excelente plataforma para ser adaptado a otras tareas, entre ellas como cazacarros. Ya que se había capturado grandes cantidades de cañones soviéticos de 76,2 mm, la decisión fue utilizar esta arma con el Panzer 38(t).
Para tal efecto, la torreta y la parte superior de la superestructura del Panzer 38 fueron eliminadas y se unió una nueva superestructura al chasis. La parte superior, donde se alojaba el cañón, estaba abierto hacia arriba y hacia atrás y sólo ligeramente blindada. El blindaje variaba entre los 10 y 50 mm de espesor. La desventaja principal era la alta silueta, lo que lo hacía más vulnerable al fuego enemigo.
El cañón fue remodelado para que se pudiese utiliza la munición estándar alemana de 75 mm, de la que llevaba 30 proyectiles. Además, iba equipado con una ametralladora de 7,92 mm montada en el casco.
Este cazacarros entró en producción con el nombre de Sd.Kfz.139 Panzerjäger 38(t) für 7.62cm PaK36(r), y se construyeron un total de 363 unidades de esta variante del Marder III entre abril de 1942 y 1943.

### Sd.Kfz. 138 Marder III Ausf. H
La siguiente variante del Marder III portaba el cañón alemán PaK 40 de 75 mm en un Panzer 38(t) Ausf. H. Este tenía el motor en la parte posterior del vehículo (la H significa Heckmotor, motor trasero), con el cañón en el centro. Transportaba un total de 38 proyectiles y, como el Sd.Kfz. 139, una ametralladora de 7,92 mm en el casco, de producción checa.

El nombre completo de esta variante era Sd.Kfz.138, 7.5cm PaK40/3 auf PzKpfw 38(t) Ausf. H. Unos 418 Marder III Ausf. H fueron construidos o convertidos desde el Panzer 38(t) entre 1942 y 1943.

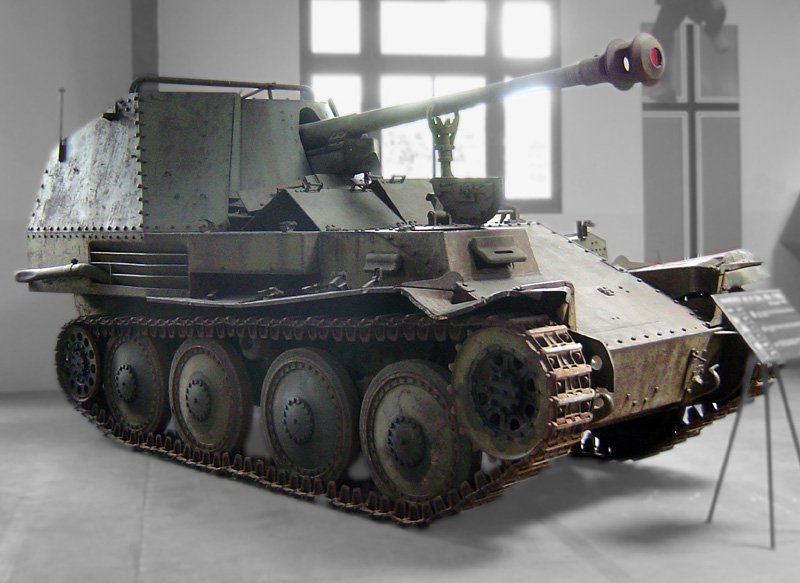
Marder III Ausf. M.

### Sd.Kfz. 138 Marder III Ausf. M
La última variante del Marder III estaba basado en el Panzer 38(t) Ausf. M (donde la M significa Mittelmotor, motor en el medio), y armado con el PaK 40 de 75 mm. En esta variante, el compartimiento del cañón se encontraba en la parte posterior. A diferencia de las otras variantes, este compartimiento estaba cerrado por la parte trasera, pero seguía abierto hacia arriba. Sólo llevaba 27 proyectiles para el arma principal, y no llevaba una ametralladora en el casco, en su lugar, utilizaba una MG34 o MG42 transportada por la tripulación.
La última variante fue la más producida, entre 1943 y principios de 1944 se fabricaron unos 975 vehículos que recibían el nombre completo de Sd.Kfz.138, Panzerjäger 38(t) mit 7.5cm PaK40/3 Ausf. M.

## Combate
Los Marder III lucharon en todos los frentes de la guerra, con el Sd.Kfz. 139 siendo utilizado principalmente en el Frente Oriental, aunque algunos también lucharon en Túnez. En febrero de 1945 unos 350 Ausf. M estaban aún en servicio.

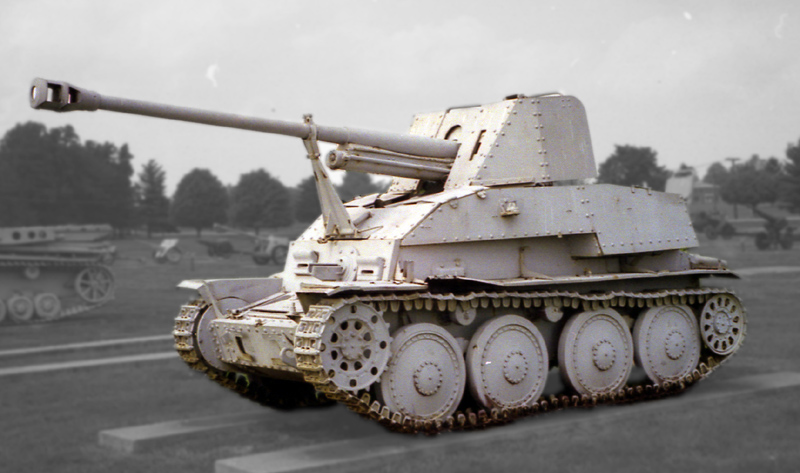
Marder III Ausf.H

Los Marder III fueron utilizados en las divisiones Panzer y sus Panzerjäger Abteilungen (Batallones de cazacarros) tanto de la Wehrmacht y las Waffen SS, como también de varias unidades de la Luftwaffe, como la División Hermann Göring.
Mientras que los Marder III eran vehículos fiables, como todos los vehículos con el chasis del 38t checoslovaco, y su capacidad de fuego suficiente para destruir vehículos blindados ligeros y medios a distancias razonables, su principal debilidad estaba relacionada con su capacidad de supervivencia. La combinación de una silueta alta y un blindaje abierto en la parte superior los hacía vulnerables al fuego de artillería indirecto. La protección era también ligera, lo que los hacía vulnerables a los tanques enemigos.
Los Marder III no eran vehículos de asalto o sustitutos para los tanques; su estructura abierta en la parte superior era un riesgo en combates urbanos o muy cercanos. Era mejor utilizado en tareas defensivas o de apoyo. A pesar de sus defectos, los Marder III eran más efectivos que los cañones anticarro remolcados que sustituían.